# ラジオ『空の境界』
ラジオ『空の境界』（ラジオ からのきょうかい）は、『劇場版 空の境界』と連動したインターネットラジオ番組であり、アニメイトTVにて隔週火曜日に配信された。
『第一章』から『第三章』までの放映期間を「ラジオ『空の境界』 the Garden of listeners（ - ザ ガーデン オブ リスナーズ）」、『第四章』から『第六章』の放映期間を「ラジオ『空の境界』 the Garden of wanderers（ - ザ ガーデン オブ ワンダラーズ）」、『第七章』の放映期間を「ラジオ『空の境界』 the Garden of tellers（ - ザ ガーデン オブ テラーズ）」として配信された。

## 概要

### パーソナリティ
- 藤村歩（黒桐鮮花 役）

### 放送内容
キャラクターとパーソナリティをコーナーによって入れ替えながら番組を進めていく。最新の2回分はバックナンバーとして公式サイトに保存されている。

#### the Garden of listeners
黒桐鮮花が、伽藍の堂のオフィス内に突如出現した謎の箱の中に閉じ込められて、何者かにラジオパーソナルを強制されているという筋書き。その箱の中で次々にやってくるゲストキャラを迎えつつ、送られてくる指示通りに番組を進行する事になる。
『第三章』の公開までの放送となり、第6回で一旦終了となった。

#### the Garden of wanderers
『第四章』公開にリンクして、『the Garden of listeners』の続編として放送開始。
黒桐鮮花が前回脱出したはずの謎の箱（魔眼殺し付き）を両儀式に対して仕向けるが、自分も一緒に入ってしまいラジオパーソナルをする事になるという筋書き。その後、式は脱出してしまい、更にやってくるゲストキャラと共にラジオを展開する。
その後、荒耶宗蓮によって鮮花は箱から脱出し、以後は自由に出入りできるようになる。なお、第16回と第17回は伽藍の堂からではなく、礼園女学院の学生寮から放送している。
『第六章』と『Re-mix』の公開までの放送となり、第21回で再び一旦終了となった。

#### the Garden of tellers
『第七章』公開にリンクして、『the Garden of wanderers』の続編として放送開始。
第7回で終了となった。

## コーナー

### レギュラーコーナー
教えて 空の境界！
『空の境界』に関する質問について応答するコーナー。
打倒・両儀式！ 式の目撃情報
黒桐鮮花の打倒両儀式を名目に、聴取者から式の目撃談を募集するコーナー。もちろん募集される情報は架空のものであり、式というキャラクターを踏まえて、面白みのあるものを取り上げている。
『the Garden of wanderers』第7回からは黒桐鮮花の目撃談も募集している。また、ゲストのキャラクターの目撃情報が投稿される事もある。
鮮花の「わたしだけのおにいちゃん」
妹キャラである黒桐鮮花に由来する。鮮花役の藤村歩に言って貰いたい妹的な台詞を募集するコーナー。ゲストが台詞を読む場合もある。
普通のお便り
いわゆるふつおたを募集するコーナー。

### サブコーナー
『the Garden of listeners』第3回から。タイトルに由来するキャラクター役のゲストが来た回に放送される。
霧絵は見た！
空から街を見下ろしていたキャラクター巫条霧絵に由来する。人に見られていたら恥ずかしい過去の話などを募集するコーナー。
藤乃、何ひねり
あらゆる物を捻じ曲げる能力を持つ浅上藤乃に由来する。過去の失敗談や実害を被った話などで未だやりきれない話を募集し、その程度をもって「ひねり」回数を出すコーナー。
我らメガネ党！
『the Garden of wanderers』までのコーナー。メガネを愛用するキャラクター蒼崎橙子に由来する。メガネに関する話題を募集する。
片思いたちのフーガ
両儀式に片思いをしているキャラクター臙条巴に由来する。片思いについての話題や思い出を募集する。
君色魔術師？
名門魔術師であるキャラクターコルネリウス・アルバに由来する。投稿されたリスナーの特技を募集し、作中でも登場する色の称号を考えるコーナー。
根源に至れ
人の起源を覚醒させることの出来るキャラクター荒耶宗蓮に由来する。投稿されたリスナーの特徴から、そのリスナーの根源を考えるコーナー。
人類皆兄弟？
黒桐鮮花の兄かつ博愛的な思想を持つキャラクター黒桐幹也に由来する。兄弟姉妹に関する話題を募集するコーナー。
マスター・オブ・名言
「マスター・オブ・バベル」の二つ名を持つキャラクター玄霧皐月に由来する。リスナーの印象に深く残っている名言を募集するコーナー。
僕のペットを紹介します
犬を飼っているキャラクター瀬尾静音に由来する。ペットにまつわるエピソードなどを募集するコーナー。
橙子師に聞け！
『the Garden of tellers』からのコーナー。鮮花の師匠・蒼崎橙子に由来する。悩み事などをパーソナリティに相談するコーナー。
美食？倶楽部
食べる事を起源に持つキャラクター・白純里緒に由来する。食事や食べ物についての話題やエピソードを募集するコーナー。

## 放送日程

### the Garden of listeners
| 放送回 | 放送日         | タイトル | ゲスト                                                                                    |
| ------ | -------------- | -------- | ----------------------------------------------------------------------------------------- |
| 第0回  | 2007年11月27日 | 特別配信 | 本田貴子（蒼崎橙子 役） 岩上敦宏（アニプレックスプロデューサー） 太田克史（講談社編集長） |
| 第1回  | 2007年12月4日  | 閉鎖境界 | 本田貴子（蒼崎橙子 役）                                                                   |
| 第2回  | 2007年12月18日 | 音響伽藍 | 本田貴子（蒼崎橙子 役）                                                                   |
| 第3回  | 2008年1月15日  | 霧絵来参 | 田中理恵（巫条霧絵 役）                                                                   |
| 第4回  | 2008年1月29日  | 密誦霧頌 | 田中理恵（巫条霧絵 役）                                                                   |
| 第5回  | 2008年2月12日  | 藤乃来訪 | 能登麻美子（浅上藤乃 役）                                                                 |
| 第6回  | 2008年2月26日  | 終局歪曲 | 能登麻美子（浅上藤乃 役）                                                                 |

### the Garden of wanderers
| 放送回 | 放送日         | タイトル | ゲスト                              |
| ------ | -------------- | -------- | ----------------------------------- |
| 第0回  | 2008年5月20日  | 配信再開 | 坂本真綾（両儀式 役）               |
| 第1回  | 2008年6月24日  | 箱中遊戯 | 本田貴子（蒼崎橙子 役）             |
| 第2回  | 2008年7月8日   | 眼鏡前線 | 本田貴子（蒼崎橙子 役）             |
| 第3回  | 2008年7月22日  | 片恋螺旋 | 柿原徹也（臙条巴 役）               |
| 第4回  | 2008年8月12日  | 兄妹姉弟 | 柿原徹也（臙条巴 役）               |
| 第5回  | 2008年8月26日  | 赤色奇矯 | 遊佐浩二（コルネリウス・アルバ 役） |
| 第6回  | 2008年9月9日   | 理想現実 | 遊佐浩二（コルネリウス・アルバ 役） |
| 第7回  | 2008年9月24日  | 番組根源 | 中田譲治（荒耶宗蓮 役）             |
| 第8回  | 2008年10月14日 | 流合起源 | 中田譲治（荒耶宗蓮 役）             |
| 第9回  | 2008年10月28日 | 黒桐兄妹 | 鈴村健一（黒桐幹也 役）             |
| 第10回 | 2008年11月11日 | 脱線談話 | 鈴村健一（黒桐幹也 役）             |
| 第11回 | 2008年11月25日 | 祝福明澄 | 本田貴子（蒼崎橙子 役）             |
| 第12回 | 2008年12月9日  | 夢幻小妹 | 本田貴子（蒼崎橙子 役）             |
| 第13回 | 2008年12月24日 | 空想聖夜 | 東地宏樹（秋巳大輔 役）             |
| 第14回 | 2009年1月13日  | 新春言語 | 置鮎龍太郎（玄霧皐月 役）           |
| 第15回 | 2009年1月27日  | 妄想考察 | 置鮎龍太郎（玄霧皐月 役）           |
| 第16回 | 2009年2月10日  | 礼園密室 | 井口裕香（瀬尾静音 役）             |
| 第17回 | 2009年2月24日  | 同室友誼 | 井口裕香（瀬尾静音 役）             |
| 第18回 | 2009年3月17日  | 師弟競演 | 本田貴子（蒼崎橙子 役）             |
| 第19回 | 2009年3月31日  | 蒼色鮮明 | 本田貴子（蒼崎橙子 役）             |
| 第20回 | 2009年4月14日  | 良識境界 | 鈴村健一（黒桐幹也 役）             |
| 第21回 | 2009年4月28日  | 無限螺旋 | 鈴村健一（黒桐幹也 役）             |

### the Garden of tellers
| 放送回 | 放送日         | タイトル       | ゲスト                    |
| ------ | -------------- | -------------- | ------------------------- |
| 第1回  | 2009年7月21日  | 邂逅三度       | 本田貴子（蒼崎橙子 役）   |
| 第2回  | 2009年8月4日   | 七章公開（前） | 本田貴子（蒼崎橙子 役）   |
| 第3回  | 2009年8月18日  | 七章公開（後） | 鈴村健一（黒桐幹也 役）   |
| 第4回  | 2009年9月8日   | 一蓮流転       | 中田譲治（荒耶宗蓮 役）   |
| 第5回  | 2009年9月29日  | 美食礼讃       | 保志総一朗（白純里緒 役） |
| 第6回  | 2009年10月13日 | 純白考察       | 保志総一朗（白純里緒 役） |
| 第7回  | 2009年10月27日 | 配信完了       | 坂本真綾（両儀式 役）     |

## DJCD

### the Garden of listeners
内容は放送ダイジェストと新規録りおろしである。
- 第一巻 （2008年2月22日発売）
  - ゲスト：鈴村健一（黒桐幹也 役）、本田貴子（蒼崎橙子 役）、田中理恵（巫条霧絵 役）
  - 初回特典：ボーナストラック　鮮花の「わたしだけのおにいちゃん」特別版
- 第二巻 （2008年3月21日発売）
  - ゲスト：鈴村健一（黒桐幹也 役）、能登麻美子（浅上藤乃 役）、中田譲治（荒耶宗蓮 役）
  - 初回特典：ボーナストラック　鮮花の「わたしだけのおにいちゃん」特別版

### the Garden of wanderers
内容は放送ダイジェストと新規録りおろしである。
- 第一巻 （2008年10月24日発売）
  - ゲスト：本田貴子（蒼崎橙子 役）、柿原徹也（臙条巴 役）、遊佐浩二（コルネリウス・アルバ 役）、中田譲治（荒耶宗蓮 役）
  - 初回特典：ボーナストラック　鮮花の「わたしだけのおにいちゃん」特別版
- 第二巻 （2009年1月23日発売）
  - ゲスト：鈴村健一（黒桐幹也 役）、本田貴子（蒼崎橙子 役）、東地宏樹（秋巳大輔 役）
  - 初回特典：ボーナストラック　鮮花の「わたしだけのおにいちゃん」特別版
- Final （2009年4月22日発売）
  - ゲスト：置鮎龍太郎（玄霧皐月 役）、井口裕香（瀬尾静音 役）、本田貴子（蒼崎橙子 役）
  - 初回特典：ボーナストラック　鮮花の「わたしだけのおにいちゃん」特別版

### the Garden of tellers
内容は放送ダイジェストと新規録りおろしである。
- 2009年11月6日発売。
  - ゲスト：本田貴子（蒼崎橙子 役）、鈴村健一（黒桐幹也 役）、中田譲治（荒耶宗蓮 役）、保志総一朗（白純里緒 役）
  - 初回特典：ボーナストラック　鮮花の「わたしだけのおにいちゃん」特別版

### コミックマーケット特別版
コミックマーケットで先行発売された特別版がリリースされている。内容は全編新規録りおろし。
- the Garden of summers（コミックマーケット74、一般発売は2008年8月29日）
  - ゲスト：本田貴子（蒼崎橙子 役）、田中理恵（巫条霧絵 役）、能登麻美子（浅上藤乃 役）
- the Garden of winters（コミックマーケット75、一般発売は2009年1月28日）
  - ゲスト：本田貴子（蒼崎橙子 役）、遊佐浩二（コルネリウス・アルバ 役）、中田譲治（荒耶宗蓮 役）
- the Garden of shiners（コミックマーケット76、一般発売は2009年8月26日）
  - ゲスト：本田貴子（蒼崎橙子 役）、能登麻美子（浅上藤乃 役）、井口裕香（瀬尾静音 役）
- the Garden of sisters（コミックマーケット77、一般発売は2010年1月27日）
  - ゲスト：鈴村健一（黒桐幹也 役）、田中理恵（巫条霧絵 役）、能登麻美子（浅上藤乃 役）、井口裕香（瀬尾静音 役）
- the Garden of daydream（コミックマーケット79、一般発売は2011年1月26日）
  - ゲスト：田中理恵（巫条霧絵 役）、能登麻美子（浅上藤乃 役）、中田譲治（荒耶宗蓮 役）